# المدرسة الإبداعية
| أدب إسباني |
| --- |
| |
| أدب ألفونسو العاشر أدب العصور الوسطى الترجمات في العصر الذهبي الإسباني أدب عصر النهضة رواية فروسية رواية شطارية رواية بيزنطية ميغيل دي ثيربانتس أدب الباروك أدب عصر التنوير أدب الرومانسية أدب الواقعية أدب الحداثة الأولترايسمو جيل 98 جيل 1914 جيل 27 جيل الخمسينات رواية اجتماعية إسبانية ما بعد الحرب |
| انظر أيضًا |
| نقد أدبي • الانطباعية • رومانسية المدرسة الإبداعية • النقد أدب بورتوريكو • البوم الأمريكي اللاتيني البرناسي • واقعية أدبية • طبعانية الرومانسية الجديدة • العبثية في الأدب • باروكية • واقعية سحرية حداثة • كلاسيكية • سريالية • رمزية                                                                    |

المدرسة الإبداعية أو المدرسة الخلقية في الشعر (بالإسبانية: Creacionismo (poesía))‏ هي حركة جمالية أمريكية لاتينية ظهرت داخل تيار الطليعية في الثلث الأول من القرن العشرين على يد مؤسسها بيثنتي ويدوبرو في المجمع الأدبي في بوينس آريس عام 1916، وبرزت أهميتها في الشعر الغنائي بوجه خاص.

## خصائصها[1]
- يتجنب الوصف والحكايات.
- الاهتمام بوضع تأثيرات بصرية.
- استخدام أسلوب الطباعة حديثاً.
- كثرة الاستعارات.
- عدم استخدام الروابط النحوية.

## النشأة والانتشار
نشأ  في باريس من قِبل الشاعر التشيلي بيثنتي ويدوبرو والفرنسي بيري ريفردي عام 1916، وهذه الحركة ارتبطت باتجاه الطليعة الأوروبية الذي ظهر في بدايات القرن العشرين حيث قدمه ويدوبرو في إسبانيا في نفس العام.هذه الحركة أحدثت ضجة بين بعض شعراء جيل 27.ومن بين أتباع هذه الحركة نجد الشعراء الإسبان مثل : خوان لاريا وجيراردو ديجو الذي عكس فكره الإبداعي من لغة الجبر في أسطورة اكيس وثيدا.

## أيدولوجية المدرسة
هذه الحركة تجعل من الشعر صورة تمثيلية.كما أنه يتجنب الوظيفة المرجعية للغة ، أي أن يكون عالم الأشياء ثانوي حيث يخلق عالم مرجعي للشعر نفسه ، وبهذا يهتم بالقصيدة نفسها وليس بما يتعلق بالقصيدة.

## مؤسس المدرسة

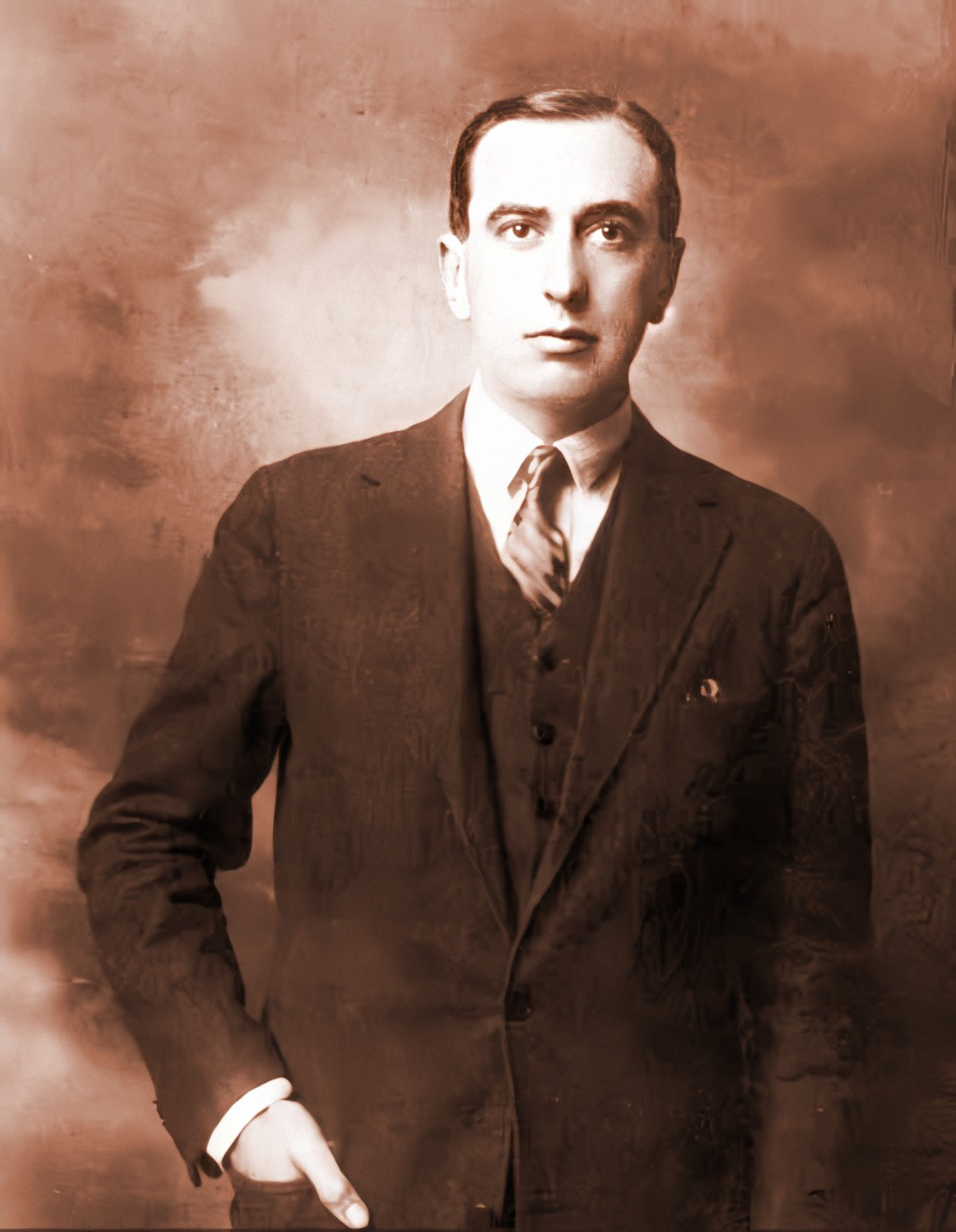
بيثنتي ويدوبرو

بيثنتي ويدوبرو هو مؤسس المدرسة وهو شاعر تشيلي، ولد في 10 يناير عام 1893 بالعاصمة الشيلينية سانتياجو ،وتوفي في الثاني من يناير عام 1948.جاءت شهرة ببيثني ويدوبرو بعد قيامه بتأسيس حركة فنية جمالية وهي الإبداع. ويعتبر من أعظم الشعراء الشيليين جنباً إلى جنب مع غبريالا ميسترال وبابلو نيرودا ونيكانور بارا وبابلو دي روخا.لقد اكد ويدوبرو أنه من الأساسي لكي تصبح شاعراً هو أن تبدع ، حيث ظل يقول ويقول : 
| المدرسة الإبداعية | الأول أن تُبدع ثانياً أن تُبدع وثالثاً أن تُبدع . | المدرسة الإبداعية |

.ومن أقواله أيضاً:
| المدرسة الإبداعية | أن الطبيعة تخلق شجرة أما الشاعر فيخلق قصيدة . | المدرسة الإبداعية |

.ويعتبر بداية الشعر الإبداعي في عام 1918 من خلال العمل الاستوائي لويدبرو.

## شكل القصيدة
تكون القصيدة على شكل الشئ الذي يتحدث عنه، فمثلاً إذا كانت القصيدة تتحدث عن طائرة تكون القصيدة على شكل طائرة.